# كمال عبد الحليم
كمال عبد الحليم (26 مايو 1926 - 2004) هو كاتب أغاني وشاعر غنائي وثوري مصري.

## حياته ونشأته
ولد كمال في قرية كوم النور بمركز ميت غمر في مديرية الدقهلية 26 مايو 1926، اكمل تعليمه بقريتها، ثم رحل الي القاهرة ليحصل علي الثانوية من مدرسة شبرا الثانوية، التحق بكلية الحقوق جامعة القاهرة وتخرج منها سنة 1947، تفرغ للنضال الوطني ضد الاحتلال الأجنبي وشارك في تاسيس الحركة الديموقراطية للتحرر الوطني، تفرغ لكتابة الشعر الثوري وقد عرضه ذلك للسجن والاعتقال من الاحتلال البريطاني.
تعلق بالشعر منذ صباه الباكر، وبدأ في كتابته منذ أن كان تلميذاً في المدرسة الثانوية، ثم بدأ في نشر أشعاره، وهو مازال طالباً في كلية الحقوق بالصحف والمجلات اليسارية، وقد استقبل الناس أشعاره بحفاوة بالغة منذ بدأ في نشرها وأصبح شاعر وطنى وثوري واعد.
توفي كمال سنة 2004، في شقته بجاردن سيتي.

## مسيرته
- أعطى القصيدة العربية المعاصرة جوهرها الحقيقي ووضع بذرة الفكر السياسي الواعي في الشعر المعاصر.[8]

- كان خليل هو الاسم الحركي.[9]
- عضواً بالمكتب السياسي لمنظمة الحركة الديمقراطية للتحرر الوطني في بداية خمسينات القرن العشرين، والتي تأسست عام 1947، وهي منظمة شيوعية وضعت جدول أعمال الحركة الوطنية في أربعينات القرن العشرين وقامت بتنفيذ الكثير من بنوده، وشاركت في التحضير لثورة 23 يوليو 1952 وفي تنفيذها. [6]

- تولى منذ عام 1950 مسؤولية الدعاية والعمل الجماهيري بالمنظمة، وتفرغ معه في هذا النشاط ستة من أعضاء اللجنة المركزية.[4]
- تولى مسؤولية المكتب الذي ضم كبار المبدعين المصريين في مجالات الشعر والقصة والرواية والسينما الروائية والتسجيلية والفن التشكيلي والصحافة، وكان بين هؤلاء  صلاح جاهين وصلاح حافظ وعبد الرحمن الخميسي وعبد الرحمن الشرقاوي.[6]

- انضم إلى اللجنة المركزية للحزب الشيوعي الموحد[10] بعد اتحاد المنظمات صغيرة.[11]
- عضواً باللجنة الثلاثية الدائمة بالحزب الشيوعي المصري الذي توحد في 8 يناير 1958 ممثلاً فكرياً.[12]
- اعتقل في الحملة التي شنت على الشيوعيين المصريين بدءاً من سنة 1959 وظل في السجن حتى 1964.[12]

- انتخبه مؤتمر الحركة الديموقراطية للتحرر الوطني ضمن قيادة من من ستة أشخاص فقط، وبعد الإفراج عن الشيوعيين في عام 1964 أصبح كمال المسؤول السياسي للحركة بعد أن انتخب في المؤتمر الذي انعقد في شهر سبتمبر من ذلك العام.[4]
- ترأس مؤتمر الذي أعلن إسقاط الحزن الشيوعي في 14 مارس 1965 ودعا إلى تكوين حزب واحد يضم الحركة الديمقراطية للتحرر الوطني وحزب جمال عبد الناصر السري الذي كان يسمى طليعة الاشتراكيين.
- تعرض كمال وزملاؤه للاضطهاد والاعتقال بدءاً من عام 1966 حتى عام 1971 ثم في السنوات اللاحقة 1973، 1975، 1977، 1980، 1981 و 1987، وتحمل التيار الثوري عبء النضال الشيوعي، وكان عصب النضال الشيوعي خلال النصف الثاني من الستينات.[13]